# برایان کارتر (بازیکن فوتبال)
برایان کارتر (انگلیسی: Brian Carter; ۱۷ نوامبر ۱۹۳۸ – ۲۱ ژوئیهٔ ۲۰۱۹) بازیکن فوتبال بود.